# Apogon compressus
 Apogon compressus és una espècie de peix de la família dels apogònids i de l'ordre dels perciformes.

## Morfologia
Els mascles poden assolir els 12 cm de longitud total.

## Distribució geogràfica
Es troba des de Malàisia fins a Palau (Micronèsia), Salomó, les Illes Ryukyu i la Gran Barrera de Corall.